# Maritza Soto
Maritza Soto (n. 1990) es una astrónoma chilena descubridora de varios exoplanetas: HD 110014 c, K2-237b y K2-138b.

## Trayectoria
El 19 de agosto de 2015, Soto confirmó la existencia del exoplaneta HD 110014 c, que orbita alrededor de la estrella roja HD 110014 (Ji Virginis) y tiene una masa tres veces superior a la de Júpiter. Desde el observatorio de La Silla, descubrió un planeta en el sistema HD 110014, una estrella gigante roja dos veces más grande que el Sol, a 293 años luz de distancia de la Tierra. El planeta fue nombrado HD 110014 c, siguiendo la terminología internacional, y aunque había sido detectado años antes, Soto fue quien comprobó y anotó los datos para probar su existencia. El astro, que gira alrededor de una estrella llamada Ji Virginis de la constelación de Virgo, se había detectado en 2004 y 2011.
Investigadora posdoctoral y líder de un equipo de astrónomos en la Queen Mary University of London, en el verano de 2018 dio a conocer el descubrimiento de dos exoplanetas gaseosos, orbitando estrellas diferente, K2-237b y K2-138b, más grandes que Júpiter. El K2-237b orbita alrededor de su estrella cada dos días, mientras que el K2-138b realiza su órbita durante tres días.

## Reconocimientos
En septiembre de 2018, Soto fue nominada al premio Natida Chileno del Año 2018, una iniciativa para reconocer a chilenos que destacan en diferentes áreas.